# Milton McCrory
Milton McCrory (* 7. Februar 1962) ist ein ehemaliger US-amerikanischer Boxer. Er war Weltmeister der Profiboxer des Verbandes WBC im Weltergewicht vom 13. August 1983 bis zum 6. Dezember 1985.

## Werdegang

### Amateurlaufbahn
Milton McCrory begann als 12-jähriger Junge im Lasky Recreation Center in Detroit mit dem Boxen. Sein erster Trainer dort war Jaques Farmer. Bereits als 17-Jähriger gehörte er zu den besten US-amerikanischen Amateurboxern im Halbweltergewicht (damals bis 63,5 kg Körpergewicht). Er erreichte 1979 das Finale der US-amerikanischen Meisterschaft der Senioren in dieser Gewichtsklasse und unterlag dabei gegen Lemuel Steeples nach Punkten. Im selben Jahr bestritt er auch seinen einzigen Länderkampf für die US-amerikanische Nationalstaffel und gewann in Milwaukee über den Polen Kazimierz Szczerba nach Punkten.
Bei der Junioren-Weltmeisterschaft 1979 in Yokohama vertrat Milton McCrory die USA im Halbweltergewicht. Er gewann dort über Edward Miles, Schottland in der 2. Runde durch Abbruch, über Ikki Oka aus Japan in der 1. Runde durch Abbruch, über Jewgeni Distel, UdSSR nach Punkten und im Finale über Jerzy Kaczmarek aus Polen ebenfalls nach Punkten und wurde damit Junioren-Weltmeister.
Milton McCrory's jüngerer Bruder Steve McCrory war ebenfalls ein sehr erfolgreicher Boxer. Er wurde im Jahre 1984 in Los Angeles Olympiasieger im Fliegengewicht.

### Profilaufbahn
Im Jahre 1980 wurde Milton McCrory Berufsboxer und bestritt seinen ersten Kampf am 10. September 1980 in Detroit, bei dem er Calvin Straughter in der 1. Runde k. o. schlug. Danach folgten in den nächsten zweieinhalb Jahren 16 kurzrundige Siege in Folge. Er schlug darunter am 3. Februar 1982 in Detroit auch einen so guten Boxer wie Randy Shields k. o. Sein Trainer und Manager war in jenen Jahren Emanuel Steward.
Am 19. März 1983 kämpfte er in Reno (Nevada) gegen Colin Jones um den von Sugar Ray Leonard niedergelegten Weltmeistertitel der WBC im Weltergewicht. Dieser Kampf endete unentschieden, so dass dieser Titel weiterhin vakant blieb. Am 13. August 1983 erfolgte deshalb in Las Vegas (Nevada) die Revanche zwischen Milton McCrory und Colin Jones, bei dem es wieder um diesen Titel ging. Dieses Mal siegte Milton McCrory mit 2:1 Richterstimmen knapp nach Punkten und war damit neuer Weltmeister der WBC im Weltergewicht.
Milton McCrory verteidigte diesen Titel in den nächsten zweieinhalb Jahren am 14. Januar 1984 in Sterling Heights, Michigan durch einen technischen K.-o.-Sieg in der 6. Runde über Milton Guest, am 15. April 1984 in Detroit durch einen weiteren technischen K.-o.-Sieg in der 6. Runde über Gilles Elbilia und am 9. März 1985 in Miami Beach (Florida) durch einen technischen K.-o.-Sieg in der 3. Runde über Carlos Trujillo, erfolgreich.
Am 6. Dezember 1985 verlor er dann in Las Vegas gegen Donald Curry in der 2. Runde durch K. o. Bei diesem Kampf war es um die WM-Titel der Verbände WBC, WBA und IBF gegangen. Donald Curry war damit Weltmeister der drei wichtigsten Profi-Boxverbände der Welt im Weltergewicht.
Milton McCrory gewann am 7. März 1987 in Detroit den nordamerikanischen Profititel im Halbmittelgewicht durch einen technischen K.-o.-Sieg in der 1. Runde über Rafael Corona, unterlag aber am 19. April 1987 in Phönix (Arizona) beim Versuch, WBA-Weltmeister in dieser Gewichtsklasse zu werden, gegen Mike McCallum durch technischen K. o. in der 10. Runde. Danach bekam er keine großen Kämpfe mehr und boxte nur noch sporadisch. Nach einer K.-o.-Niederlage in der 1. Runde gegen Robert Curry am 6. April 1991 in Honolulu (Hawaii) beendete er seine Boxerlaufbahn.

## Leben nach der Boxkarriere
Milton McCrory war erst 29 Jahre alt, als er seine Boxerlaufbahn beendete. Er tat dies in erster Linie auch, um sich mehr seiner Familie widmen zu können. Er übernahm am Kronk Gym in Detroit eine Trainerstelle und widmet sich dort in erster Linie der Arbeit mit der Jugend. Ferner ist er bei der Chrysler Corp. in Detroit angestellt.